# Histamin trifluorometil toluidid
Histamin trifluorometil toluidid (HTMT) je mešoviti H1/H2 histaminski agonist koji je znatno potentniji od samog histamina. On isto tako proizvodi dodatna dejstva koji su nezavisna od histaminskih receptora.